# It's Time
It's Time är det tredje albumet av The Guess Who utgivet 1966. Albumet har en tydlig Pop / Rock / Psychedelic Rock och Balladkaraktär.

## Låtlista
1. Alright - 2:24 (Johnny Bienstock / Jerry Ross / Lester Vanadore)
2. And She's Mine  - 2:42 (Randy Bachman)
3. As - 2:26 (Randy Bachman)
4. You Know He Did - 2:04 (Al Ransom)
5. Baby Feelin' - 2:03 (Johnny Kidd)
6. Clock on the Wall - 3:04 (Randy Bachman)
7. Don't Act So Bad - 3:10 (Jim Kale)
8. Believe Me - 2:56 (Randy Bachman)
9. Seven Long Years - 2:47 (Burton Cummings)
10. One Day - 2:03 (Randy Bachman)
11. Gonna Search - 2:30 (Randy Bachman)
12. Guess I'll Find a Place - 2:24 (Chad Allan)

## Medverkande
- Burton Cummings - Sång, Grand Piano, Hammondorgel, Elektrisk Gitarr, Akustisk Gitarr, Harmonica, Flöjt
- Randy Bachman - Elektrisk Gitarr, Akustisk Gitarr
- Jim Kale - Basgitarr, Bakgrundssång
- Gary Peterson - Trummor, Percussion
- Chad Allan - Elektrisk Gitarr, Akustisk Gitarr
- Producent Bob Burns, Jr. För Nimbus 9 Productions / RCA Records LSP 4141
- CD Utgåva Från 1997. Skivnummer LEGEND Records l-00012 (6 26534-00012 7)